# Dělení materiálu
Dělením materiálu rozumíme proces, při kterém jeden kus materiálu rozdělíme na několik kusů menších.

## Způsoby dělení materiálu
- Podle metody dělení
  - Stříhání
  - Řezání
  - Sekání
  - Vysekávání
  - Štípání
  - Trhání
  - Rozbíjení
  - Řezání plamenem
  - Tavení a rozlévání
- Třískové/beztřískové dělení
- Za tepla/za studena

Při třískovém dělení z materiálu odpadají třísky – ostré úlomky materiálu, které už většinou nijak nevyužijeme.
Pří beztřískovém dělení z materiálu třísky neodpadají. Dá se tedy říct, že tento způsob dělení nám zachová více materiálu. Ne vždy je ale použitelný.